# Cryphia corsivola
Cryphia corsivola là một loài bướm đêm trong họ Noctuidae.